# Ансэба (провинция)
Ансэба (тигринья ኣንሰባ, англ. Anseba, араб. منطقة عنسبا‎) — провинция Эритреи, находится на западе страны, не имеет выхода к морю. Административный центр — город Кэрэн.

## География
Территория 23 200 км². Названа в честь реки Ансэбы, по берегам которой расположена провинция. Река берёт начало на центральном Эритрейском горном плато, в пригороде, к северо-западу от Асмэры и спускается по долине, на северо-западную низменность, пересекающую горы Рора Хабаб и Сахэл перед впадением в Красное море в соседней стране — Судане около порта Суакин.

## Административное деление
Включает в себя районы:
- Ади-Текелезан
- Асмат
- Элаборед
- Гелеб
- Хагас
- Халхал
- Хаберо
- Кэрэн
- Кэркэбэт
- Села